# Andrzej Urbaniak
Andrzej Albin Urbaniak (ur. 29 grudnia 1948 w Łęce Wielkiej) – polski inżynier informatyk, doktor habilitowany nauk technicznych. Specjalizuje się w zastosowaniach informatyki w inżynierii środowiska, komputerowych systemach sterowania oraz sterowaniu w inżynierii środowiska. Profesor nadzwyczajny w Instytucie Informatyki Wydziału Informatyki Politechniki Poznańskiej. Profesor i prorektor Państwowej Wyższej Szkoły Zawodowej w Gnieźnie.

## Życiorys
Studia ukończył na Politechnice Poznańskiej w 1972, a dwa lata później (1974) zdobył dyplom także na poznańskim Uniwersytecie im. Adama Mickiewicza. Stopień doktorski uzyskał na Politechnice Lubelskiej w 1979. Habilitował się w 1990 na Wydziale Inżynierii Sanitarnej i Wodnej Politechniki Warszawskiej na podstawie dorobku naukowego i rozprawy pt. Planowanie rozwoju systemów zaopatrzenia w wodę i oczyszczania ścieków. W 1990 nominowany na stanowisko wicedyrektora Instytutu Informatyki PP. Poza macierzystą Politechniką Poznańską wykłada także w Instytucie Informatyki PWSZ w Gnieźnie (pełnił funkcję dyrektora tej jednostki, a następnie został wybrany prorektorem gnieźnieńskiej uczelni). Przewodniczący oddziału poznańskiego Polskiego Towarzystwa Cybernetycznego oraz członek rady programowej czasopisma naukowo-technicznego "Technologia wody".

## Publikacje
Tematyka techniczna:
- Automatyzacja w inżynierii sanitarnej, wyd. Politechniki Poznańskiej, 3 wydania w latach 1985–1991
- Informatyka w ochronie środowiska (wraz z T. Łukaszewskim), wyd. Politechniki Poznańskiej 2001, ISBN 83-7143-570-3
- Podstawy automatyki, wyd. Politechniki Poznańskiej 2007 (3. wydanie), ISBN 978-83-7143-335-1
- ponadto artykuły publikowane w takich czasopismach jak m.in. „Rynek Energii” oraz „Automation in Construction”[9][10][11]

Inne:
- Chrześcijańskie spojrzenie na płciowość (wraz z Jackiem Pulikowskim), Oficyna Współczesna, Wrocław 1994, ISBN 83-85185-20-8
- Wspólna troska. Wychowanie do miłości w domu i w szkole, Oficyna Współczesna, Poznań 2001, ISBN 83-88787-03-9
- Młodzi i miłość (wraz z J. Pulikowskim i żoną Grażyną Urbaniak), wiele wydań, np. wyd. Bonami Poznań 2009, ISBN 978-83-89621-87-0
- Wychować dobrego człowieka, wyd. Bonami 2012, ISBN 978-83-62298-20-4